# Michael Völkel (Liedermacher)
Michael Völkel (* 30. Mai 1961 in Herne) ist ein deutscher Liedermacher, Komponist und Multiinstrumentalist auf Gitarre, Harfengitarre, Querflöte, Mandoline, Waldzither, Dudelsack, Drehleier, Mundharmonika, eine siebensaitige Variation der Trossinger Leier und Percussion. Er tritt unter seinem eigenen Namen oder in Mittelalterkreisen als Spielmann Michel auf. Darüber hinaus ist er als Gitarrenlehrer und Autor tätig.

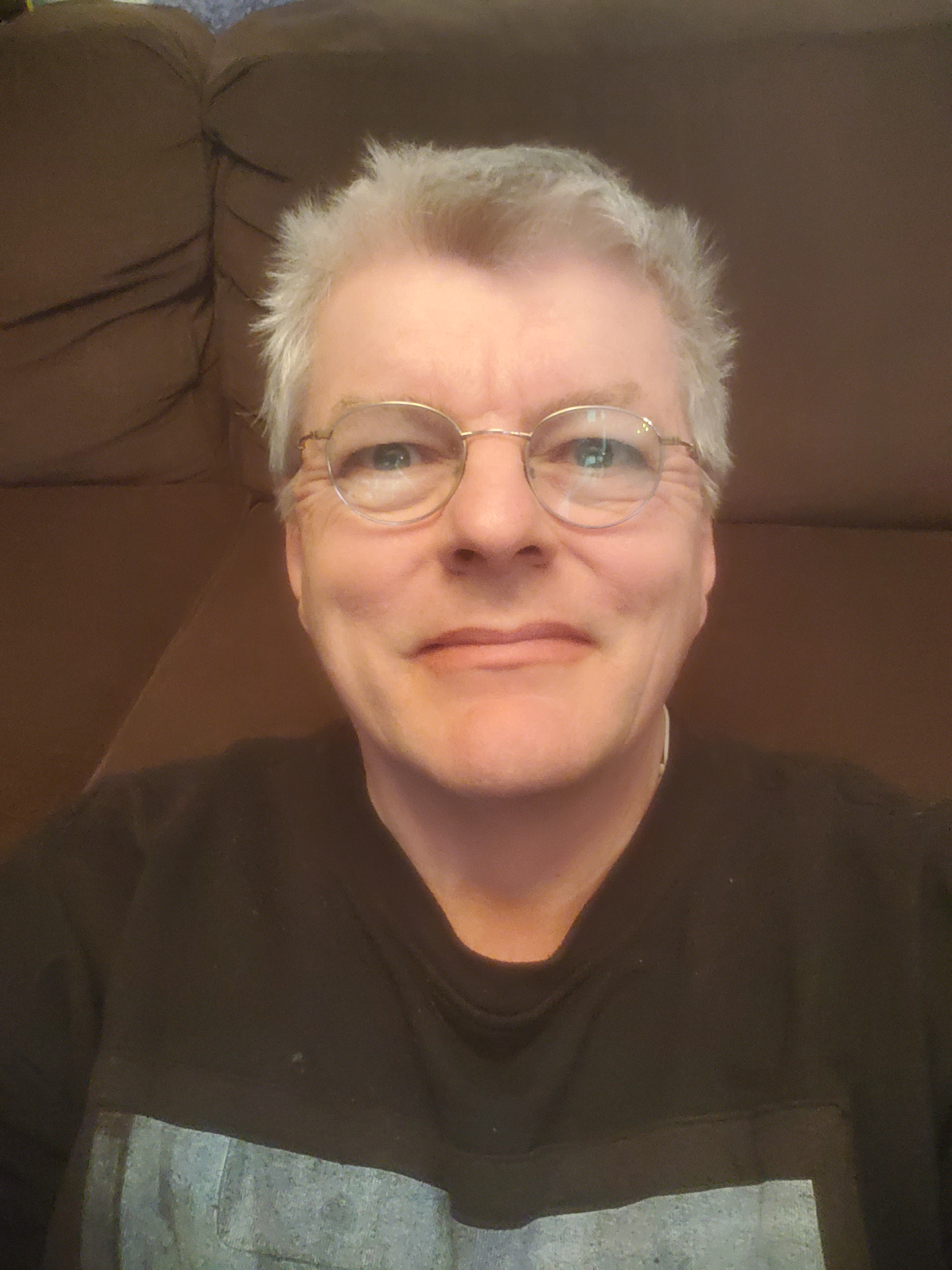
Michael Völkel, Musiker und Autor, Aufnahme von 2025

## Leben
Mit 17 Jahren begann Michael Völkel, sich autodidaktisch das Gitarrenspiel beizubringen. Beeinflusst von Musikern wie Leo Kottke oder Werner Lämmerhirt wandte er sich dem Fingerpicking zu, war aber auch immer mit der E-Gitarre in verschiedenen Rockbands aktiv. Fünf Jahre nahm Michael Völkel Gesangsunterricht in klassischem Bass.
Von den 1990er Jahren bis 2006 war Völkel Gitarrist und Flötist bei der Reggae-Formation „Flat Fred and the Brains“. Nach Auflösung der Band blieben Völkel und der Bassist Jürgen Schell zusammen und begründeten das Trio „Krimimusik“, eine Jazz-Gruppe, die Musik der alten Edgar-Wallace-Filme spielte. Die Band existierte bis zum Tod Schells im Jahr 2016 und wird seit 2019 als Duo mit Gründungsmitglied Jörg Meißner am Saxofon fortgeführt.
2008 gab Michael Völkel seinen Beruf als Sozialarbeiter auf, um Musiker zu werden.

Von 2015 bis 2018 trat er auch in der Formation „Spielmann Michel und Kumpanei“ auf. Dies war eine lose Formation von Musikern, die sich nur für bestimmte Anlässe zusammenfand. 2018 wurde daraus wieder eine feste Formation mit dem Namen Ensemble Psaltarello. Aktuelle Besetzung: Spielmann Michel (Saiten, Flöten, Gesang), Gerd Dowedeit-Bellinghausen (Oboe, Schalmei, Gesang), Kery Felske (Gesang), Andronik Yegiazarian (Harfe, Percussion). 

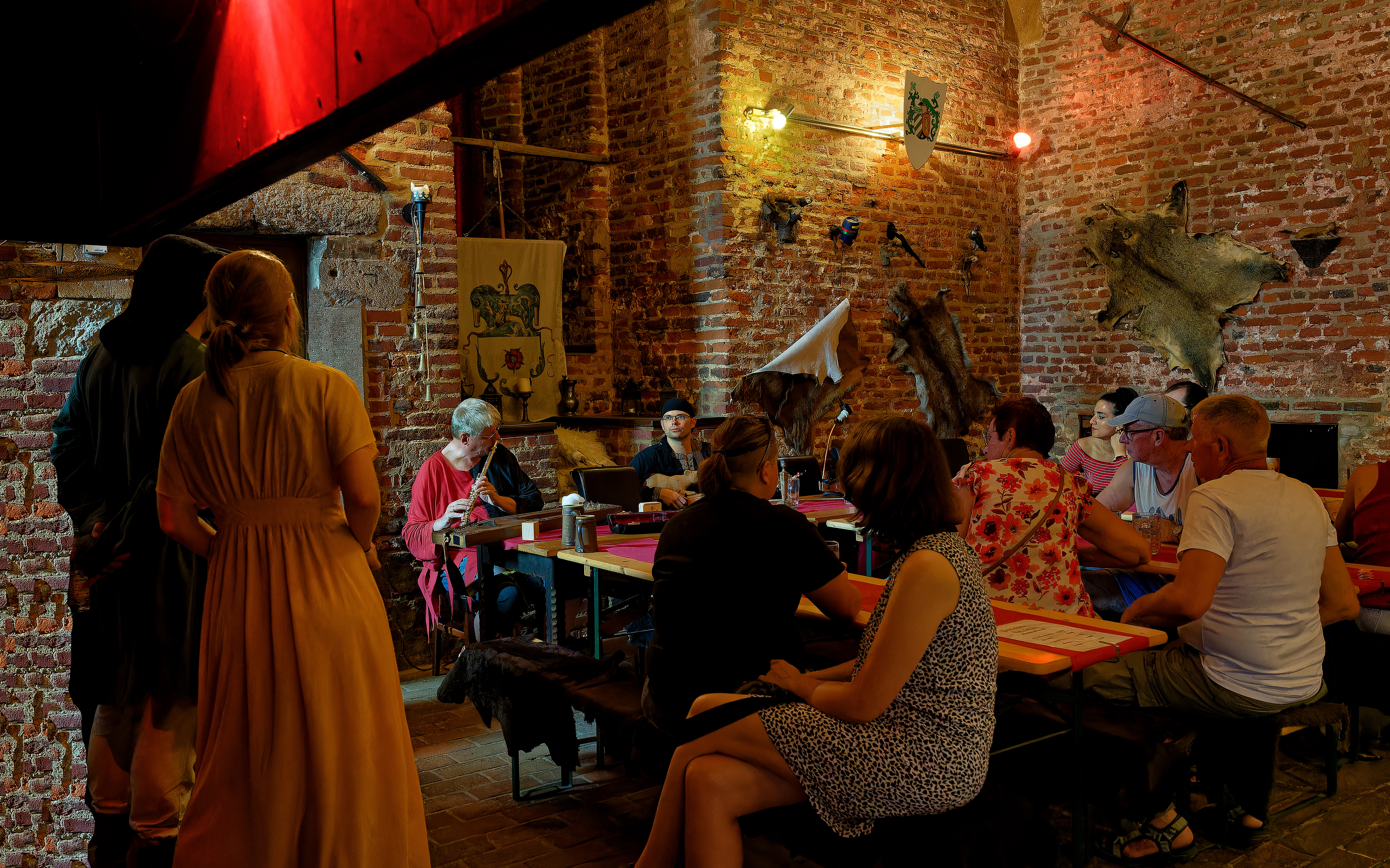
Michael Völkel als Spielmann Michel, Mittelalterfest Erkelenz 2023

Völkel ist auch als Autor tätig und hat mehrere Bücher veröffentlicht, darunter ein Lehrbuch für Gitarre im Jahr 2017, seinen ersten Roman Der Schrecken im Flöz im Jahr 2019 und ein Ukulelenlehrbuch im Jahr 2022.
2019 wurde Michael Völkel Mitglied der Country- und Bluegrassband „Tom Frost Four“. Er spielt dort Sechssaitiges Banjo in einer speziell für die Bluegrass - Musik entwickelten Stimmung (e, a, d', g, h, e'), Mundharmonika und einer zur Pedal-Steel-Gitarre umgebauten Lap-Steel-Gitarre. Die Band tritt regelmäßig auf kleinen und größeren Bühnen auf.
Seit 2019 arbeitet Michael Völkel mit der Musikerin und Autorin Jaana Redflower zusammen. Sie hat Illustrationen und Videoschnitte für seine Projekte angefertigt und es gab gemeinsame Auftritte. Auf Völkels CD Projekt V, befindet sich eine Gitarrenbearbeitung von "Cyberpunk-Invasion" von Redflowers Band "Gamma Rats".
2020 tat er sich mit den Künstlern Volker Lückfeldt und Edward P. zusammen. In der Künstlergruppe Sound and Art präsentieren sie ein Bühnenprogramm aus Musik, Lesung und Livemalerei. Nachdem Lückfeldt aus privaten Gründen nicht mehr regelmäßig mitwirken konnte, übernahm der Düsseldorfer Autor und Rezitator Andreas Niggemeier seinen Part.
2021 begann Michael Völkel mit den Arbeiten an der CD „Projekt V“, die er über das Stipendium „Neustart Kultur“ des Deutschen Musikrates finanzierte. Das Stipendium diente der Unterstützung von Künstlern während der Coronazeit. Das Album wurde im Oktober 2022 veröffentlicht.
Zugleich begannen die Arbeiten an der Videoreihe „Mit dem Spielmann durch die Zeiten -Zeitreise durch die Musik“, die nach Fertigstellung der 8 einzelnen Clips bei Youtube hochgeladen wurde und über die Webseiten von Michael Völkel selbst, der des Westfälischen Landesmuseums für Archäologie in Herne und der der Musikschule in Herne verlinkt wurden.
Als Autor ist Michael Völkel seit 2022 Mitglied im Phantastik-Autoren-Netzwerk e. V. (abgekürzt PAN)

## Veröffentlichungen

### Diskografie

#### Alben
- 2024 Face in the Sky - Spielmann Michel (Single, nur in den Streamingportalen veröffentlicht)
- 2022 Projekt V - Michael Völkel and guests
- 2021 Cyberforce - Acoustic and Electronic Guitar Music
- 2019 Landscapes - Acoustic Guitar Music
- 2018 Rattenplage (Überarbeitete Zweitauflage des Buches mit überarbeiteter CD)
- 2016 Spielmann Michel Live (Live-DVD)
- 2016 Rattenplage (Erweiterte Neuauflage als Buch mit längerer CD)
- 2015 Rattenplage (Eigenverlag als 40-seitiges Comicheft mit CD)
- 2010 Des Zeitreisenden Liederbuch
- 2002 Offbeats
- 1996 Little Steps
- 1988 Wide Land (LP)

#### Sampler
- Harmonii (Sampler mit Herner Musikern)
- Premiere (Sampler mit Herner Musikern)
- Stupa Greece
- Verbündet III bis V (Sampler-Serie von Sascha Hummel mit mittelalterlicher Musik)
- bluebox (Zusammenstellung von Live-Aufnahmen verschiedener Musiker auf einer offenen Bühne in Gelsenkirchen)
- diverse Beiträge auf den beigelegten CDs verschiedener Magazine (darunter Akustik Gitarre, Zillo medieval, Miroque, Sonic Seducer)

#### Gemeinschaftsprojekte
- 1996 A Summer’s Dream von De Yoghurts
- 2002 Against Fascism (Mit Flat Fred and the Brains)
- 2004 Snow in the Desert (Mit Flat Fred and the Brains)
- 2014 Krimimusik (CD mit Musik aus Kriminalfilmen)
- 2017 Home von Jürgen Schell (Der Erlös dieser CD wird der Stiftung Deutsche Krebshilfe gespendet. Sie enthält Kompositionen von Schell und wurde posthum von Völkel produziert.)

#### Filmmusik
- Karma-Guen 1994 (Doku zu einer Buddhistischen Veranstaltung in Spanien)
- Thyssen-Krupp (Musik zu einem Promo-Film über Gleisbautechnik)
- Goliath en de dochters van Es-Sent (Musik zu einem niederländischen Tanzfilm)
- Musik für einen Lehrfilm über Salzgewinnung für das Westdeutsche Landesmuseum für Archäologie, Herne
- seit 2020 verwendet der ruhrgebietslokale Youtubekanal „Mondkanal“ die Kompositionen von Michael Völkel als Filmmusik für seine Clips.

- 2021 komponierte und produzierte Völkel den Jingle „Knabbi, die Theatermaus“ für das Kleine Theater in Herne (Text von Josef Koll).
- 2022 Videoreihe "Mit dem Spielmann durch die Zeiten - Zeitreise durch die Musik auf Youtube veröffentlicht.

### Printmedien
In der Geschichtszeitschrift Karfunkel veröffentlichte er bis 2016 Spielmann Michels Lautenkunde, eine Art Gitarrenlektion, in der auf humorvolle Weise mittelalterliche Musik, Folk, Harmonielehre und Gitarrenspieltechnik vorgestellt und erklärt wurden. Die Idee dieser Kolumne hat er in seinem Buch Tricks für die Gitarre neu aufgegriffen.
- Karfunkel:
  - Spielmann Michels Lautenkunde (Kolumne)
  - Die Kathedrale von Amiens (Karfunkel Nr. 104)
- Jahrbuch der Esoterik Band 4 (Fischer-Verlag): Wanderer zwischen den Welten

- 2017 Tricks auf der Gitarre Sachbuch (EPV-Verlag, Hattingen)
- 2017 Machenschaften, zusammen mit anderen Autoren des Verlages (EPV-Verlag, Hattingen)
- 2017 Vorfreude auf Weihnachten, zusammen mit anderen Autoren des Verlages (EPV-Verlag, Hattingen)
- 2018 Intrigenspiel, zusammen mit anderen Autoren des Verlages (EPV-Verlag, Hattingen)
- 2019 Der Schrecken im Flöz Roman (EPV-Verlag, Hattingen)
- 2019 Schnauze, zusammen mit anderen Autoren des Verlages (EPV-Verlag, Hattingen)
- 2019 Das kleine Buch vom großen Auftritt (Autor Mike Gromberg, EPV-Verlag, Hattingen) Gastbeitrag,
- 2021 Verloren, zusammen mit anderen Autoren des Verlages (EPV-Verlag, Hattingen)
- 2021 Heiter bis Neblig, zusammen mit anderen Autoren des Verlages (EPV-Verlag, Hattingen)
- 2021 Strandgeflüster ohne Ende, zusammen mit anderen Autoren des Verlages (EPV-Verlag, Hattingen)
- 2022 Ukulelenkurs Band 1 Sachbuch (EPV-Verlag, Hattingen)
- 2023 Bolle auf Abwegen Anthologie (EPV-Verlag, Hattingen)
- 2023 "Blut und Kohle -Vampire im Pott" Roman (EPV-Verlag, Hattingen)

## Preise und Auszeichnungen
- 2024: Planet Awards Berlin: „Face in the Sky“, nominiert zum Song des Jahres, erreicht das Finale.
- 2021: Radioplanet Berlin: 2. Platz bei der Wahl zum Song des Jahres für „Cyberforce“.
- 2020: Radioplanet Berlin: 2. Platz bei der Wahl zum Musiker des Jahres,
- 2020: Planet Awards Berlin: 3. Platz bei der Wahl zum Song des Jahres für „Seaside View“.
- 2018: Radioplanet Berlin: 1. Platz bei der Wahl zur Anthologie des Jahres für das Buch Intrigenspiel (als einer von 18 Autoren).
- 2000: Veröffentlichung des „Readers Song“ im „Akustik Gitarre“-Magazin
- 1996: 2. Platz bei einem bundesweiten Gitarren-Kompositionswettbewerb der Firmen, Kaman, Ovation und der Jazz- und Rockschule Freiburg.

## Geschichtliches Engagement
Im LWL-Museum für Archäologie in Herne führt Michael Völkel regelmäßige Vorträge in Text und Musik als Spielmann Michel zu geschichtlichen Themen durch.